# Gävlebukten

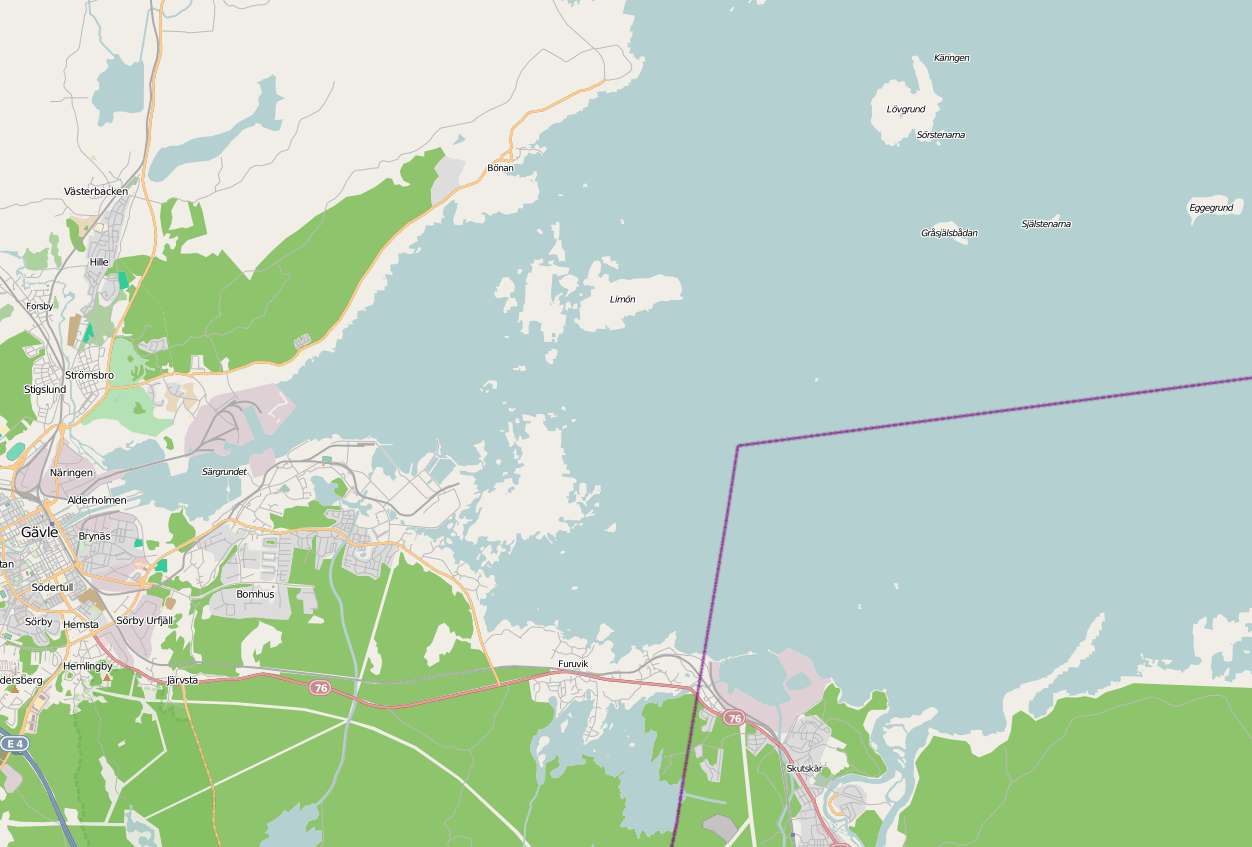
Karta över Gävlebukten. I väster Gävle, i söder Skutskär.

Gävlebukten är en bukt i Sverige vid sydligaste Bottenhavet. Längst in i bukten vid Inre fjärden ligger Gävle.
I Gävlebukten mynnar Testeboån, Gavleån och Dalälven. Här finns också en liten skärgård med bland annat Limön. Nordkusten kallas Norrlandet.
Att Gävlebukten buktar in i landet och Uppland därmed buktar ut ger goda förutsättningar för ordentliga snöstormar tidigt på vintern och sent på våren. Vid nordostlig vind har nämligen den kalla luften samlat på sig rejält med fukt över det då öppna havet, fukt som sedan vid minusgrader faller som snö över Gästrikland och Norduppland. Helgen 4-7 december 1998 drog en snöstorm från Gävlebukten in  över Gävle och då föll (officiellt uppmätt) 133 cm snö över Gävle, lokalt flera meter på grund vindarna.

## Vattenförvaltning
Gävlebuktens vatten förvaltas inom Vattendirektivet med avseende på ekologisk och kemisk status. I Gävlebukten ligger  kustvattenförekomsterna Inre fjärden, Yttre fjärden och Skutskärsfjärden. Den ekologiska statusklassificeringen 2016 indikerade dålig (Inre fjärden) och måttlig (Yttre fjärden och Skutskärsfjärden) ekologisk status. 

### Fotnoter
1. ↑  ”Minns du december 1998”. Gefle dagblad. 24 november 2008. Arkiverad från originalet den 25 januari 2016. https://web.archive.org/web/20160125062625/http://www.gd.se/gastrikland/gavle/minns-du-december-1998. Läst 9 januari 2016.
2. 1 2 3 4  Vattendirektivet - 2016 rapportering - Sverige, läs online.[källa från Wikidata]
3. 1 2 3 4  Geografisk indelning Direkt v1.0.0, läs online, läs online och läs online.[källa från Wikidata]
4. 1 2 3  Vattendirektivet - 2016 rapportering - Sverige, läs onlineläs online.[källa från Wikidata]
5. 1 2 3 4 5 6 7 8 9 10 11 12 13 14  Vattendirektivet - 2016 rapportering - Sverige, läs onlineläs online.[källa från Wikidata]